# Parnamirim
Parnamirim – miasto i gmina w Brazylii, w stanie Rio Grande do Norte. Znajduje się w mezoregionie Leste Potiguar i mikroregionie Natal.